# 唐老鸭梦冒险
《唐老鸭梦冒险》是一款由卡普空制作和发行的动作平台类游戏 。本作根据迪士尼《唐老鴨俱樂部》改编。本作于1989年和1990年FC游戏机上发行。之后于1990年移植至Game Boy掌机。
玩家操作的角色是史高治叔叔，他去前往世界探索五大财宝来增加他的财富。游戏中史高治叔叔用它的拐杖来攻击敌人。
《唐老鸭梦冒险》获得商业成功，FC游戏机版本和Game Boy版在全球分别卖出167万份和143万份。每一项都是卡普空在该平台售出的最高纪录。
《任天堂力量》在2008年将本游戏列为FC游戏第十三位最佳游戏。